# Siby (Burkina Faso)
Pour les articles homonymes, voir Siby.
Siby est un village du département et la commune rurale de Siby, dont il est le chef-lieu, situé dans la province des Balé et la région de la Boucle du Mouhoun au Burkina Faso.

## Géographie

### Situation
Siby est situé à 178 km de Ouagadougou et 176 km de Bobo-Dioulasso, distante de 13 km de Boromo et de 97 km de Dédougou.

### Démographie
- En 2003 le village comptait 3 723 habitants estimés[2].
- En 2006 le village comptait 1 841 habitants recensés[1].

## Administration
Le village de Siby est divisé en quatre secteurs composés eux-mêmes de plusieurs quartiers.

## Santé et éducation
Le village accueille un centre de santé et de promotion sociale (CSPS).